# Фрязиново (Вологда)

Фрязиново — упразднённое село, вошедшее в состав Вологды.

## Название
Наименование «Фрязиново» прямо или косвенно связано с прозвищем «фряг», «фрязь» или «фрязин», которым называли итальянцев, прибывших в Московию в эпоху Возрождения. Есть мнение, что «фрязинами» называли вообще иностранцев из Западной Европы, которые не могли говорить на русском языке. Фрязины возводили церкви и соборы, ставили кирпичные, пороховые, стекольные заводы, лили пушки и колокола, строили крепости. Обучая архитектурному искусству, иконописи, «фрязины» немало привнесли дух Возрождения в культуру Московии. За службу «фрязины» были жалованы селами и поместьями. Фамилия Фрязины закрепилась за потомками приглашенных иноземцев.
От бывшего села Фрязиново происходит название современной улицы Фрязиновской и микрорайона Фрязиново.

## История
«Се Яз князь Великий Дмитрий Иванович пожаловал есмь

Ондрея Фрязина Печерою, как было за его дядей за Матфеем

за Фрязиным, а в Перми емлет подводы, как было и доселе,

а вы, печеряне, слушайте его и чтите, а он вас блюдеть.

А ходить по пошлине, как было при моем деде при князе

при великом при Иване, и при моем дяде при князе при

великом при Семене, и при моем отци при князи

при Великом при Иване, так и при мне»
По мнению краеведа Н. В. Фалина, земли села Фрязиново ещё в XIV веке принадлежали, вероятнее всего Андрею Фрязину (по грамоте Дмитрия Донского — наместнику Печорской земли). Здесь Андрей построил церковь во имя своего святого.
Дядя Андрея Фрязина — Матфей Фрязин, который в одной былине, записанной на Севере, назван Матфеем Петровичем и анахронистически отнесен к числу бояр при дворе киевского князя Владимира-Красное солнышко, в действительности жил при Иване Калите и был наместником Печерской земли. Под Печерой же разумелась территория прежних Усть-Сысольского, Яренского и Сольвычегодского уездов, населённая зырянами, которая в свою очередь составляла часть Пермской земли. Таким образом московские великие князья уже давно обратили своё внимание на богатые районы Севера и имели там свои владения и промыслы. Так как Матфей Фрязин попал в былину, то он, вероятно, был популярным среди населения севера лицом. Непрерывный водный путь из Вологды мог представлять для Печерского наместника большие удобства и вполне естественно предположить, что в Вологде он имел базу и пристань для своих судов и именно во Фрязинове, название которого произошло от его прозвища.

## В XVI—XX веках
В 1529 году эти земли принадлежали Ивану Фрязину. В начале XVII века, именно в 1615 году согласно «книге дозорные вологодские и вологодские уезду 123 году» село Фрязиново состояло за царем и никому пожаловано не было. В нём было две церкви Андрея Первозванного и Ивана Предтечи. Последняя церковь сгорела в 1612 году во время литовского разоренья и в 1615 году «на погорелое место» ставили новый храм. В селе было 3 двора церковников, 9 дворов пашенных крестьян, 23 двора бобыльских, а всего 35 дворов да в церковной ограде или, как тогда говорили, «на монастыре» 5 келий, в которых жили питающиеся «от церкви божии нищие старицы и вдовы»
В 1617 году село Фрязиново вместе с приписанными к нему деревнями и пустошами было пожаловано «в поместье» стольникам боярам Борису и Глебу Ивановичам Морозовым, доверенное лицо которых приказчик Иосиф Брилкин проживал в деревне Хорхорино. Несмотря на истекшие два года в селе произошли некоторые перемены: дворов церковников в нём считалось по-прежнему 3, но крестьянские дворы запустели вследствие того, что жившие в них крестьяне «сошли безвестно от хлебного недороду во 124 году». Бобыльских дворов считалось 27. Келей нищих было 10. За селом числилось 2 четверти паханой крестьянской пашни, да перелогом и лесом поросло во всех трех полях по 25 четей. Земля считалась доброй. Сена Фрязиново ставило 80 копен. Всего за боярами Морозовыми числилось в этой местности «село да семь деревень живущих, пять пустошей, а в них (не считая дворов духовенства) двор приказчиков, да осьмнатцать дворов крестьянских да тридцать семь дворов бобыльских».
К селу Фрязиново «тянула» местность под общим названием «семидеревенщина», где были расположены деревни: Хорхорино, Дьяконово, Баранково, Тепенькино, Доронино, Желуткино и Андрюшкин починок. Здесь же было 5 пустошей: Крутец, Долгое, Погарь, Дорки, Попадьино. В настоящее время Фрязиново и многие из этих деревень и пустошей вошли в черту города.
В 1791 году в селе проживало: духовного сословия — 26 человек, приказных (чиновников) — 27 человек с семьями, из них только одна семья принадлежала к дворянскому сословию, военного ведомства — 5 семей, в основном отставных солдат, купцов и мещан — 250 человек, дворовых — 13 человек, крестьян, проживающих в городе — 30 человек (11 дворов).
В 1794 году значилось купеческих дворов 9, а в них проживало 64 человека, а в 1880 году — 16 купеческих фамилий. Среди купеческих фамилий Фрязиново — известная Вологде фамилия Леденцовых. Отец Христофора Семёновича — купец I гильдии Семен Алексеевич Леденцов — имел на Фрязиновской набережной меховой магазин, занимался перевозкой товаров по рекам Вологде и Сухоне. Вносил немалые пожертвования в приходскую церковь. Среди вкладчиков, немало и других известных вологодских купеческих людей: Веденеевы, Поповы-Введенские, Шапкины, Рыбниковы, Щучкины и др.

## Современность

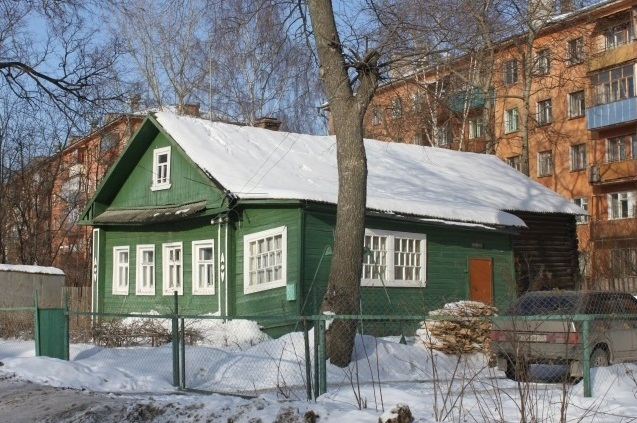
Последний дом напоминающий о существовании здесь села Фрязиново

Село располагалось вблизи улицы Горького. Позднее село Фрязиново было присоединено к городу и стало улицей Солнечной. На данный момент на улице Солнечной находится всего один деревянный жилой дом.